# Conops javanicus
Conops javanicus är en tvåvingeart som beskrevs av Carl Ludwig Doleschall 1856. Conops javanicus ingår i släktet Conops och familjen stekelflugor. Inga underarter finns listade i Catalogue of Life.